# Vido
Vido (în greacă Βίδο), cunoscută și sub numele de Ptychia (în greacă Πτυχία), este o insulă care aparține de arhipelagul Insulelor Ionice, situată la est de insula Corfu, în Grecia. Măsurând mai puțin de un kilometru în diametru, Vido se află la gura portului orașului Corfu.

## Primul Război Mondial
În decembrie 1915, în timpul Primului Război Mondial, după retragerea armatei sârbe prin Muntenegru și Albania ca urmare a invaziei austro-germano-bulgare, Antanta a evacuat cea mai mare parte a trupelor sârbe, civili, precum și guvernul Regatului Serbiei pe insula Corfu (un contingent a fost trimis și la Bizerta, iar mulți dintre refugiații civili au fost acceptați de Franța).
Insula Vido, aflată lângă Corfu, a servit drept loc de izolare pentru soldații sârbi și civilii care sufereau de tifos exantematic. În pofida eforturilor Aliaților, condițiile improvizate ale facilităților medicale, numărul prea mare de pacienți de pe insulă, precum și starea biologică a multora dintre aceștia au făcut ca mortalitatea să fie extrem de ridicată în rândul celor aflați acolo.
Suprafața mică de teren disponibilă, precum și solul stâncos au făcut imposibilă înhumarea tuturor victimelor, astfel că o parte dintre cadavrele celor morți de tifos au fost pur și simplu îngrămădite pe barje și aruncate  în mare peste bord, după ce au fost legate de roci pentru a le îngreuna, astfel încât să nu plutească. Câteva mii de persoane au fost astfel înmormântate în apele mării. Acest episod din istoria insulei este rememorat datorită scriitorului sârb Milutin Bojić, prin poezia sa numită „Plava grobnica” (în română Cimitirul Albastru).
În 1936 a fost ridicat pe insulă un mausoleu, pentru a comemora pe sârbii morți acolo.